# Marie von Miller

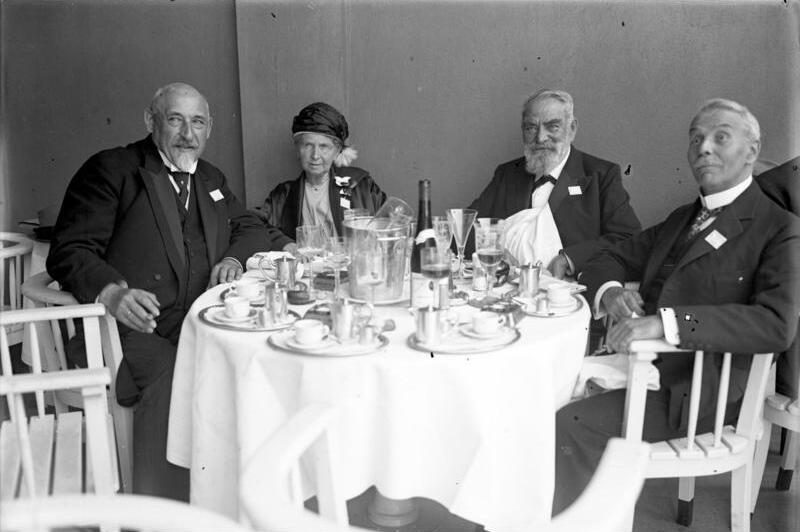
Marie von Miller mit dem Präsidium der Weltkraftkonferenz im Juni 1930 (von links: Carl Köttgen, Marie von Miller, Oskar von Miller, Edouard Tissot)

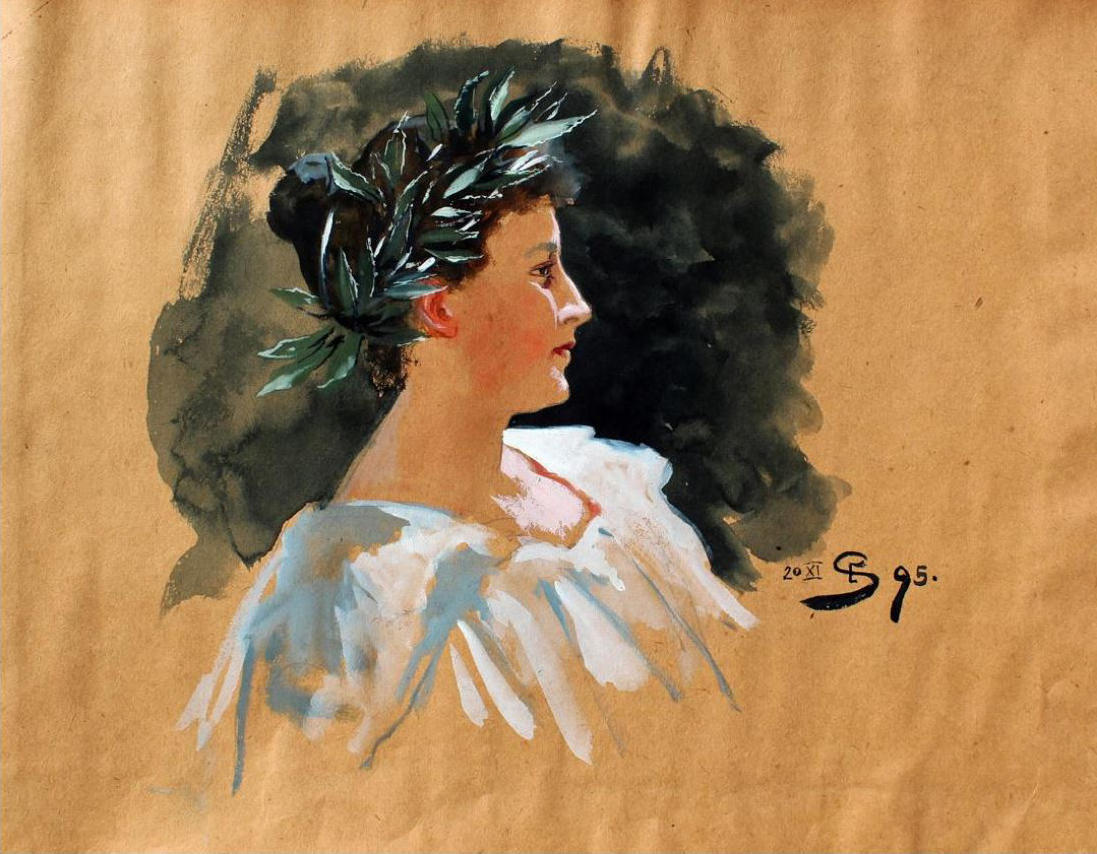
Marie von Miller von Ludwig Scheuermann, Gästebuch der Münchner Mittwochsgesellschaft, 20. November 1895

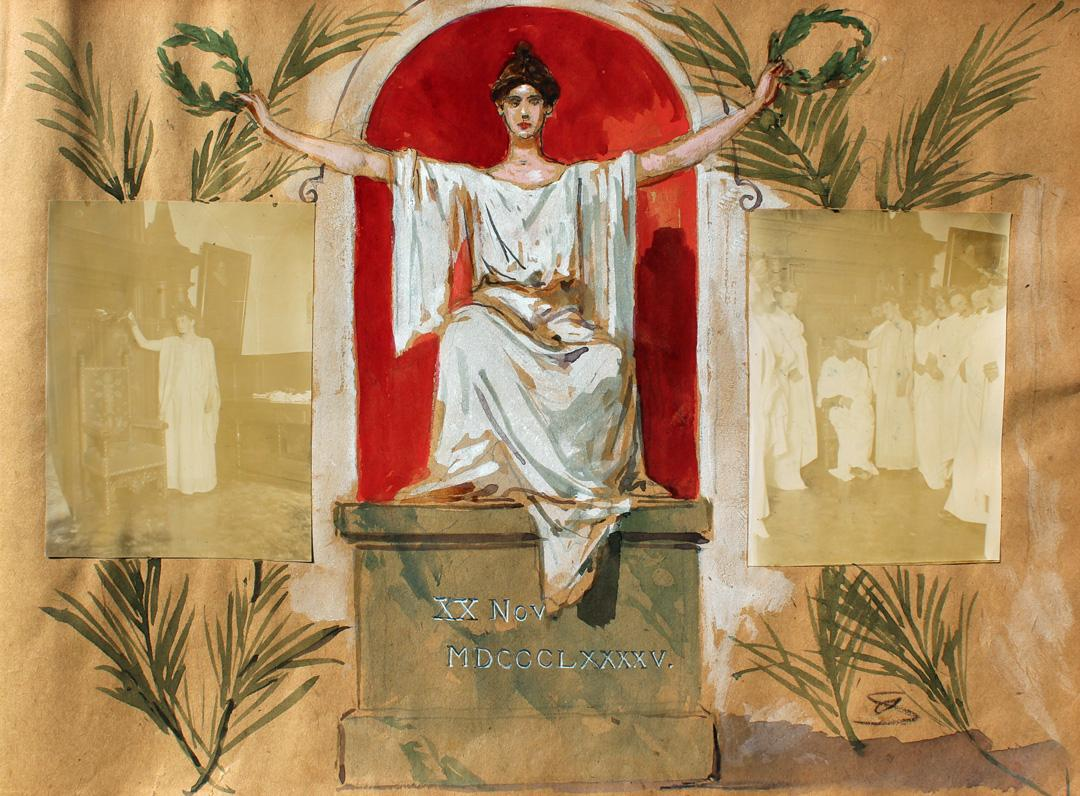
Marie von Miller als Pallas Athene von Otto Seitz, Gästebuch der Münchner Mittwochsgesellschaft, 20. November 1895

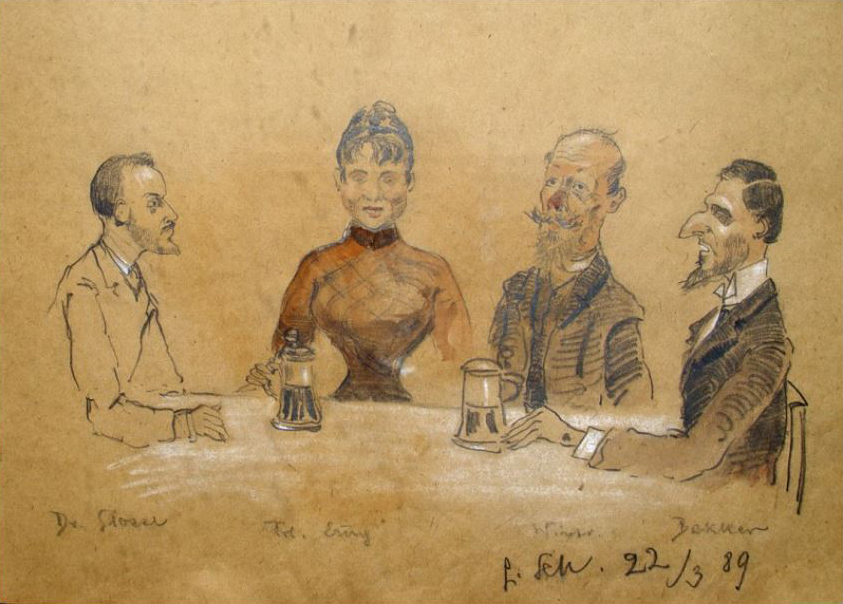
Marie von Miller u. a. von Ludwig Scheuermann, Gästebuch der Münchner Mittwochsgesellschaft, 22. März 1889

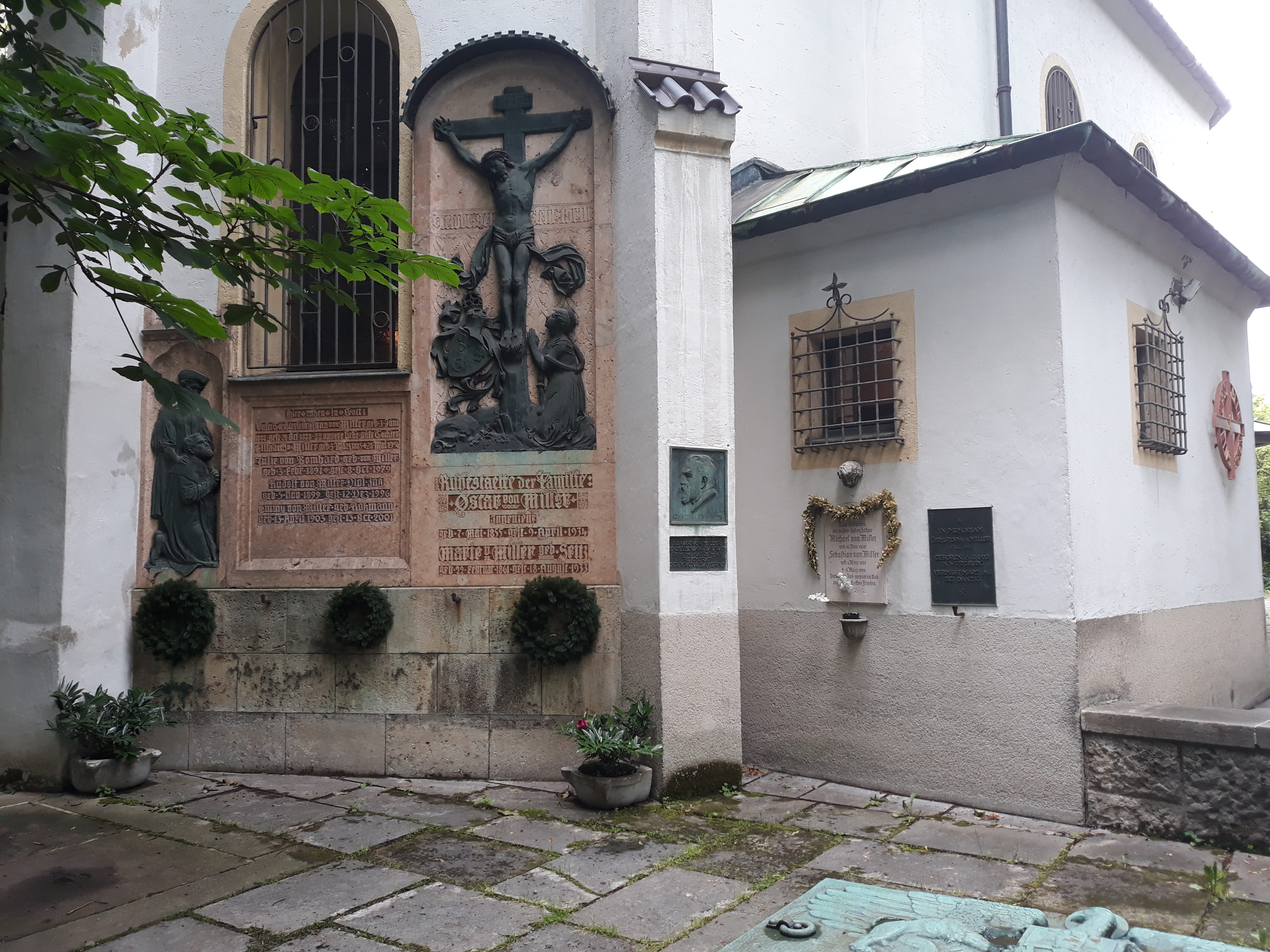
Das Grab Marie von Millers im Familiengrab, Winthirfriedhof, München.

Marie von Miller (* 22. Februar 1861 in München als Marie Seitz; † 18. August 1933 in Starnberg) war eine deutsche Malerin.

## Leben
Marie Seitz wurde als jüngstes Kind des Mediziners und Hochschullehrers Franz Seitz und dessen Ehefrau Anna Franziska (genannt Fanny) Seitz geb. Faulhaber (* 9. Januar 1831; † 14. Januar 1917) in München geboren. Sie hatte zwei ältere Geschwister. Der Vater stammte aus Lichtenau bei Ansbach und machte als Professor für Arzneimittellehre in München eine beachtliche Karriere, er brachte es bis zum Vorstand der Universitäts-Poliklinik. Die Mutter stammte aus Württemberg; ihre Schwester Valerie war die Ehefrau von Konrad Maurer.
In der elterlichen Wohnung an der Brienner Straße waren ebenso häufig Künstler und Literaten wie Medizinerkollegen des Vaters zu Gast. So lernte Marie Seitz schon als Jugendliche z. B. den Dichter Paul Heyse sowie den Schriftsteller Ferdinand Gregorovius kennen. In diesem Umfeld war es nicht ungewöhnlich, dass die Eltern Seitz schon bald auf das künstlerische Talent ihrer Tochter aufmerksam wurden. Da ein akademisches Kunststudium für Frauen zu dieser Zeit noch unmöglich war, erhielt sie ab 1876 Privatunterricht in Zeichnen und Modellieren. Wie frühe Skizzenbücher zeigen, widmete sie sich in erster Linie der Genre- und Landschaftsmalerei in Aquarell, ab 1879 auch in Ölmalerei.
Im Jahr 1878 unternahm sie zusammen mit ihrer Großmutter eine Reise auf dem Rhein, hinzu kamen viele Sommeraufenthalte mit den Eltern im Chiemgau, in Berchtesgaden sowie im Salzburger Land und in Tirol. Diese Gelegenheiten nutzte Marie Seitz, um immer mehr „in der Natur“ zu zeichnen und zu aquarellieren. Bei ihren Bildern bevorzugte sie, entgegen dem herrschenden „monumentalen“ Zeitgeist, kleinere Formate.
Schon früh entdeckte die Malerin die Möglichkeiten der damals noch relativ jungen Kunst der Fotografie. Schon 1881 besaß sie ihren ersten eigenen Fotoapparat. Sie bearbeitete die Bilder künstlerisch, integrierte sie in grafische Arbeiten, verzierte und kolorierte sie.
Im Sommer 1876 lernte sie ihren späteren Ehemann Oskar von Miller über gemeinsame Bekannte kennen. Bis zur Eheschließung vergingen aber noch acht Jahre, in denen sie, oft der Verzweiflung nahe, nicht mehr daran glaubte: Miller, der aufstrebende Ingenieur und Elektrizitätspionier, erlangte zunehmende Berühmtheit und befand sich oft auf Reisen, was die Hochzeitspläne nicht gerade förderte. Hinzu kamen die konfessionellen Unterschiede zwischen der protestantischen Familie Seitz und der strengen katholischen Familie von Miller, die besonders den Eltern von Millers ein Dorn im Auge waren. Marie Seitz widmete sich weiterhin der Malerei und der Fotografie und sah sich als Künstlerin.
Schließlich fand im Jahr 1884 die Hochzeit doch noch statt, und Marie von Miller übernahm ihre ehelichen Aufgaben an der Seite des prominenten Ehemanns. Bis 1889 lebte die junge Familie in Berlin, dann folgte die Rückkehr nach München, wo Oskar von Miller ein Ingenieurbüro aufbaute. Marie von Miller widmete sich derweil den Kindern und dem Haushalt, bis 1899 das siebte und letzte Kind geboren war; zwei Töchter starben schon als Kinder. Danach fand sie wieder mehr Zeit für ihre künstlerischen Aktivitäten. Bis in die 1920er Jahre hinein entstand eine große Zahl von Zeichnungen und Aquarellen, die überwiegend Landschaftsmotive aus Italien und dem bayerischen Voralpenland zeigen. Die Familie besaß in Niederpöcking am Starnberger See eine Villa, in der Marie von Miller viele Sommermonate verbrachte, die sie sehr genoss. Ihre Werke sind stark von der reizvollen Landschaft rund um den See inspiriert.
An der Seite ihres Mannes erlebte sie die Gründung und den Aufbau des Deutschen Museums in München, den Bau des Walchenseekraftwerks und die nahezu flächendeckende Stromversorgung Bayerns – alles Werke Oskar von Millers. Im August 1933 verunglückte Marie von Miller am Starnberger See mit dem Auto und starb am 18. August an den Folgen dieses Unfalls.
Ihr künstlerischer Nachlass ging teilweise verloren bei der Zerstörung des Miller'schen Stadthauses in München 1944. Alle anderen Werke befinden sich in Familienbesitz. Im Sommer 2005 wurden einige ihrer Arbeiten erstmals in Starnberg gezeigt.